# Tomosvaryella minacis
Tomosvaryella minacis är en tvåvingeart som beskrevs av Hardy 1940. Tomosvaryella minacis ingår i släktet Tomosvaryella och familjen ögonflugor.
Artens utbredningsområde är Florida. Inga underarter finns listade i Catalogue of Life.